# Xả súng giáo đường Do Thái Pittsburgh
Một vụ xả súng hàng loạt xảy ra tại hội đường giáo hội Tree of Life - Or L'Simcha ở Pittsburgh, Pennsylvania, vào ngày 27 tháng 10 năm 2018 vào khoảng 10 giờ sáng theo Múi giờ miền Đông. Các nhà chức trách báo cáo 11 người chết và 6 người bị thương, bao gồm 4 sĩ quan cảnh sát. Một nghi phạm, Robert D. Bowers, bị bắt giam, và bị buộc tội 29 tội liên bang. Vụ nổ súng xảy ra trong các buổi sáng Shabbat trong nhiều hội thánh khác nhau chiếm đóng tòa nhà. Nghi phạm đã hô lên "Tất cả bọn Do Thái phải chết hết!" trước khi nổ súng. Jonathan Greenblatt, Giám đốc điều hành của Liên đoàn Chống Phỉ báng, đã ban hành một tuyên bố nói rằng tổ chức tin rằng đó là "cuộc tấn công tàn bạo nhất đối với cộng đồng Do Thái trong lịch sử Hoa Kỳ".

## Bối cảnh
Tree of Life – Or L'Simcha là một giáo đường Do Thái giáo bảo thủ. Giáo đường Do Thái mô tả chính nó như là một "hội thánh truyền thống, tiến bộ và bình đẳng".
Nó nằm trong khu phố Squirrel Hill của Pittsburgh, Pennsylvania, 1 dặm (1,6 km) phía đông Đại học Carnegie Mellon và khoảng 5 dặm (8,0 km) về phía đông của trung tâm Pittsburgh. Khu phố Squirrel Hill là một trong những khu phố Do Thái lớn nhất ở Hoa Kỳ và trước đây là trung tâm cộng đồng Do thái của Pittsburgh, với 26 phần trăm dân số Do Thái của thành phố sống trong khu vực.
Tree of Life, ban đầu được thành lập như một hội thánh Do Thái Chính thống năm 1864 ở trung tâm thành phố Pittsburgh, sáp nhập vào năm 2010 với Or L'Simcha mới thành lập. Tòa nhà hội đường hiện đại, nằm ở giao lộ của Wilkins Avenue và Shady Avenue ở Squirrel Hill, được xây dựng vào năm 1953; nó thuê không gian cho Dor Hadash [b] (một hội thánh tái thiết) và New Light (một hội thánh bảo thủ khác). Khu làm lễ chính của giáo đường Do Thái có sức chứa 1.250 người.

## Vụ xả súng
Tay súng, được mô tả như một "người da trắng có râu quai nón rậm", bước vào tòa nhà vào khoảng 9:50 sáng và hét lên, "tất cả bọn Do Thái đều phải chết hết!" trước khi nổ súng và "bắn trong khoảng 20 phút". Vụ xả súng diễn ra trong thời gian lễ buổi sáng Shabbat theo lịch trình và một bris. Một thành viên của Liên đoàn Do Thái Pittsburgh nói với các phóng viên rằng từ 60 đến 100 người ở trong tòa nhà vào thời điểm xảy ra vụ việc.
Cảnh sát nhận được các cuộc gọi mô tả cuộc tấn công từ những người bị chướng ngại vật trong tòa nhà trong quá trình quay phim, bắt đầu lúc 9:54 sáng giờ EDT (13:54 GMT). Vào lúc 9:59 sáng, cảnh sát đến nhà thờ Do Thái này. Lúc 10:30 sáng, các đội chiến thuật bước vào tòa nhà và bị bắn bởi tay súng. Các sĩ quan trở lại lửa và thương anh, dẫn anh rút lui đến tầng ba của nhà hội. Lúc 11:08 sáng, tay súng bò ra khỏi căn phòng mà anh ta đang trốn và đầu hàng. Trong khi bị bắt, tay súng nói rằng "Tất cả bọn Do Thái này phải chết hết." 

## Nạn nhân
Mười một người đã thiệt mạng, bao gồm ba người trên mặt đất và bốn người trong tầng hầm của nhà thờ. Trong số những người chết là hai anh em và một cặp vợ chồng. Ít nhất sáu người khác bị thương, trong đó có bốn cảnh sát viên. Hầu hết các nạn nhân được đưa đến bệnh viện UPMC Presbyterian và UPMC Mercy, trong khi Bowers được đưa đến Bệnh viện Đa khoa Allegheny.
11 nạn nhân bị giết là:
- Joyce Fienberg, 75
- Rich Gottfried, 65
- Rose Mallinger, 97
- Dr. Jerry Rabinowitz, 66
- Cecil Rosenthal, 59
- David Rosenthal, 54
- Bernice Simon, 84
- Sylvan Simon, 86
- Daniel Stein, 71
- Melvin Wax, 88
- Irving Younger, 69

## Nghi phạm
Robert Bowers, một cư dân 46 tuổi của Baldwin, Pennsylvania, đã bị bắt giữ như một game bắn súng bị nghi ngờ. Sau một loạt đấu súng với cảnh sát, anh ta bị bắt giam. Trong khi ông được chăm sóc y tế tại bệnh viện sau khi chụp hình, ông nói với một sĩ quan SWAT rằng ông "muốn tất cả người Do Thái chết" và rằng người Do Thái "đã phạm tội diệt chủng cho dân của mình", theo một đơn khiếu nại hình sự nộp tại quận Allegheny. Bowers được trang bị một khẩu súng AR-15 (được gọi là "súng trường tấn công") và ba khẩu súng lục, tất cả bốn khẩu súng mà anh ta bắn, theo các nhà chức trách.
Bowers đã bị buộc tội với 29 tội phạm hình sự liên bang, bao gồm cản trở việc thực hiện tự do tín ngưỡng tôn giáo (tội ác căm thù) và sử dụng vũ khí để phạm tội giết người. Các tội danh bị buộc theo luật liên bang bao gồm 11 tội cản trở việc tập luyện niềm tin tôn giáo dẫn đến tử vong, 11 tội sử dụng vũ khí để phạm tội giết người trong một vụ bạo lực, bốn tội cản trở hành vi tín ngưỡng dẫn đến thương tích cho an toàn công cộng sĩ quan, và ba tội sử dụng và xả súng trong một vụ bạo lực. Bowers cũng bị buộc tội với 36 tội trạng, bao gồm 11 tội giết người hình sự, sáu tội tấn công trầm trọng và 13 tội đe dọa dân tộc.
Hồ sơ phương tiện truyền thông xã hội Gab của Bowers đã được đăng ký vào tháng 1 năm 2018 dưới sự quản lý "onedingo", và mô tả của tài khoản là: "người Do Thái là con của satan. (John 8:44) --- --- chúa tể jesus christ đến trong xác thịt ". Ảnh bìa là một bức ảnh với số 1488, được sử dụng bởi tân Nazis và những người siêu quyền lực trắng để gợi lên "Mười bốn từ" của David Lane và khẩu hiệu Heil Hitler của Đức Quốc xã. Bowers đã xuất bản các bài viết ủng hộ lý thuyết diệt chủng trắng. Bowers cũng tuyên bố những người ủng hộ lý thuyết âm mưu của QAnon bị "lừa gạt" và bị lừa. Anh ta cũng đăng tải các nội dung của người khác chống Do Thái, tân Nazi, và Holocaust-denying người sử dụng, và ông chỉ trích Tổng thống Donald Trump cho là một "globalist, không phải là một chủ nghĩa dân tộc"  và cho được cho là bị người Do Thái kiểm soát và vây quanh. Trong một bài khác, Bowers nói, “Không có #MAGA [Làm cho nước Mỹ vĩ đại trở lại] miễn là có một sự phá hoại của người Do Thái.” 
Một tháng trước vụ tấn công, Bowers đăng hình ảnh cho thấy kết quả thực hành mục tiêu của mình, và một bức ảnh của ba khẩu súng lục của ông, gọi họ là "gia đình hoàng gia" của anh ta. Trong bài viết, ông đã xác định khẩu súng ngắn S357 là Glock 31, Glock 32 và Glock 33.
Trong những tuần trước khi bắn súng, Bowers báo cáo đã thực hiện các bài viết chống độc quyền đạo diễn tại Shabbat tị nạn quốc gia được tài trợ bởi HIAS, trong đó Giáo đường Do Thái của Tree of Life đã tham gia. Trong số những thứ khác, Bowers được cho là đã tuyên bố rằng người Do thái đã trợ giúp các thành viên của đoàn lữ hành Trung Mỹ di chuyển về biên giới Hoa Kỳ và đã giới thiệu cho các thành viên của những đoàn lữ hành đó là "kẻ xâm lược". Ngay trước khi cuộc tấn công, trong một tham chiếu rõ ràng cho người nhập cư vào Hoa Kỳ, Bowers đăng trên Gab rằng "HIAS thích mang những kẻ xâm lược trong đó giết người của chúng tôi. Tôi không thể ngồi và xem người của tôi bị giết. Tôi đang vào." Theo Trung tâm Luật nghèo đói miền Nam, "đề cập đến 'quang học' tham khảo một bất đồng đã xảy ra trong phong trào dân tộc trắng kể từ khi đoàn kết cuộc biểu tình quyền năm 2017 về cách tốt nhất để có được thông điệp của họ trên toàn công chúng".}}
Sau khi bắn súng, Gab liên lạc với FBI, đình chỉ hồ sơ của Bowers, và cam kết hợp tác với cuộc điều tra tội phạm.ref name="whatisgab" /> Mặc dù điều này, PayPal, Stripe, Joyent, và Medium đã hỗ trợ Gab, và GoDaddy, mà các miền của Gab đã được đăng ký, yêu cầu Gab chuyển tên miền của họ sang một dịch vụ khác sau khi quay, tắt Gab một cách hiệu quả trong ngắn hạn.

## Phản ứng

### Cuộc viếng thăm của Trump
Vào ngày 30 tháng 10, Tổng thống Donald Trump đến Pittsburgh, cùng với Đệ nhất phu nhân Melania Trump, con gái Ivanka Trump, con rể Jared Kushner, và Bộ trưởng Tài chính Steven Mnuchin. Trước hết họ dừng lại ở hội đường, nơi họ gặp lãnh đạo tinh thần Tree of Life Jeffrey Myers và đại sứ Israel tại Mỹ Ron Dermer. Trump thắp nến cho các nạn nhân trong tiền sảnh và sau đó đi ra ngoài để đặt một viên đá nhỏ trên mỗi điểm đánh dấu 11 ngôi sao David cho những người bị giết ở đó, những viên đá mà Trump đã mang từ vườn của Nhà Trắng. Sau đó, nhóm đã đến bệnh viện UPMC Presbyterian Hospital, nơi Trump nói chuyện với các nạn nhân bị thương, gia đình họ, các viên chức thực thi pháp luật và nhân viên y tế.
Chuyến thăm của Trump không được khuyến khích bởi một số người trong cộng đồng Pittsburgh. Thị trưởng Pittsburgh Bill Peduto nói rằng Trump không nên đến, vì các vết thương còn mới và cộng đồng chỉ mới bắt đầu thương tiếc và tổ chức đám tang. Peduto, với sự đồng ý của hạt trưởng điều hành của Allegheny, Rich Fitzgerald, cũng kêu gọi Trump xem xét "ý muốn của gia đình" những người đã chết. Hơn 70.000 người đã ký một bức thư ngỏ nói rằng Trump không được chào đón cho đến khi ông "hoàn toàn tuyên bố lên án chủ nghĩa dân tộc trắng". Cựu chủ tịch Tree of Life Lynette Lederman cũng phản đối chuyến viếng thăm của Trump, nói rằng bà cảm thấy lời nói của ông là "đạo đức giả" và "Chúng tôi có những người đứng trước chúng tôi, những người tin vào giá trị, không chỉ giá trị của người Do thái, mà còn tin vào các giá trị, mà không phải là giá trị của tổng thống này, và tôi không chào đón ông đến Pittsburgh ". Trước chuyến viếng thăm của Trump, giáo sĩ Jeffrey Myers của Tree of Life nói, "Có sự căm ghét, và nó sẽ không biến mất. Nó dường như trở nên tồi tệ hơn... Chúng ta phải ngừng ghét, và không chỉ nói rằng chúng ta cần phải ngừng ghét. Chúng ta cần phải làm, chúng ta cần phải hành động để làm dịu bớt lối tranh luận, "nói thêm rằng anh ta sẽ chào đón một chuyến viếng thăm của Tổng thống Trump. Aaron Bisno, giáo sĩ của hội thánh Rodef Shalom, nói rằng ông không nghĩ rằng sự hiện diện của Trump là tốt, nói rằng đối với nhiều người trong cộng đồng Trump đã trở thành một "biểu tượng của sự phân chia". Trong chuyến viếng thăm giáo đường Do Thái của Trump, hàng trăm người biểu tình đã bị rào lại cách xa vài dãy nhà.